# Calle Sagárnaga
La Calle Sagárnaga es una de las vías tradicionales de la ciudad de La Paz, sede de gobierno de Bolivia. Se halla ubicada en el barrio de San Sebastián, que es parte del Casco Urbano Central de la ciudad y es parte del Macrodistrito Centro. 
Denominada así en honor a Juan Bautista Sagárnaga héroe de la Revolución de La Paz, la calle se diseñó como parte del primer trazado urbano con características europeas que se implantó en el sector tras la fundación de la ciudad. Es así que forma parte de la parte más consolidada del trazado urbano en forma de damero que caracterizó a las ciudades del nuevo mundo planificadas por los españoles.

## Historia
El primer registro de esta calle se conoce durante los primeros años de la ciudad de La Paz, el Cabildo formado por el Corregidor Juan Remón, los alcaldes Juan de Rivas y N. Godoy, los regidores Fernando Coronado y Melchor Ramírez Vargas; dispusieron la fundación de un hospital y cementerio el 25 de mayo de 1555. Para la construcción del hospital se dispuso un predio a un costado del Convento de San Francisco y colindaba con la casa de Juan de Lorenza por un lado y con Teresa de Tapia y de La Cerda por otro. Muchos vecinos hicieron importantes aportes para la construcción de este edificio que fue puesto bajo advocación de san Juan Evangelista, el manejo del hospital estuvo a cargo del gobierno de la ciudad hasta 1629 cuando llegaron los primeros religiosos de la Orden Hospitalaria de San Juan de Dios y se les cedió la administración del hospital, mientras que el Cabildo otorgaba un monto de 2.000 pesos anuales para la compra de medicamentos y el mantenimiento del edificio. Así esta calle pasó a ser conocida como la calle del hospital.
A inicios de la década de 1660 el hospital y el cementerio quedaron pequeños para la creciente población de la ciudad, el 5 de julio de 1663 los sacerdotes compraron un nuevo predio a Gonzales de Vega por la suma de 860 pesos y el mismo Vega donó otro predio que estaba junto al que había vendido. Allí se construyó el nuevo hospital y el cementerio, pero también el convento y la Iglesia de San Juan de Dios que todavía permanece en pie en la actual calle Loayza.
El edificio del antiguo hospital fue vendido el 12 de diciembre de 1664 al sacerdote Cristóbal de la Peña por la suma de 1.500 pesos, con el pasar del tiempo este edificio fue modificado y utilizado como un tambo de harinas que llegó a ser muy conocido en la ciudad y le dio su segundo nombre a esta calle. En este tambo existía la figura de la Virgen de los Remedios y detrás del tambo se formó un lugar de apuestas y juegos de azar, uno de estos jugadores llamado Pedro Cañizares Pizarro dejaba una vela encendida a los pies de la figura sagrada cada vez que apostaba a las cartas. En una ocasión Cañizares perdió todas sus apuestas y enfadado atacó a la imagen de la Virgen con un cuchillo asestando un golpe en la mejilla de ella, pretendió dar otro golpe al niño que la virgen llevaba en brazos pero la figura cobró vida y levantó el brazo para defender al niño. La virgen quedó con la mejilla y la mano ensangrentadas, Cañizares muy asustado huyó del lugar, luego se supo que se ordenó como sacerdote en Lima para expiar sus pecados. En la ciudad se consideró como un milagro el sangrado de la figura de la virgen y ésta fue trasladada a la Iglesia de San Juan de Dios donde puede ser vista en la actualidad.
Durante la rebelión indígena de 1781, esta calle quedó fuera de los muros de la ciudad. Con la llegada de tropas indígenas, las casas fueron saqueadas. Lo mismo ocurrió en el Asedio de La Paz de 1811, cuando incluso se incendió el edificio del tambo de harinas durante el ataque indígena del 2 de septiembre.
Al crecer la ciudad, también lo hizo esta calle, la parte antigua se conocía aún como la calle del tambo de harinas, mientras que la parte nueva se conocía como la calle de las cochabambinas debido al asentamiento de varios mercaderes que llegaban con diversos productos traídos de Cochabamba. A finales del siglo XIX la calle fue nombrada oficialmente con el nombre del líder independentista Juan Bautista Sagárnaga.
Esta calle no ha perdido su característica comercial, luego de la Segunda Guerra Mundial varias de estas casas se convirtieron en viviendas para los refugiados judíos que llegaron a consolidar varios negocios hasta la década de 1960. En la actualidad es una de las principales calles turísticas de la ciudad de La Paz

## Patrimonio

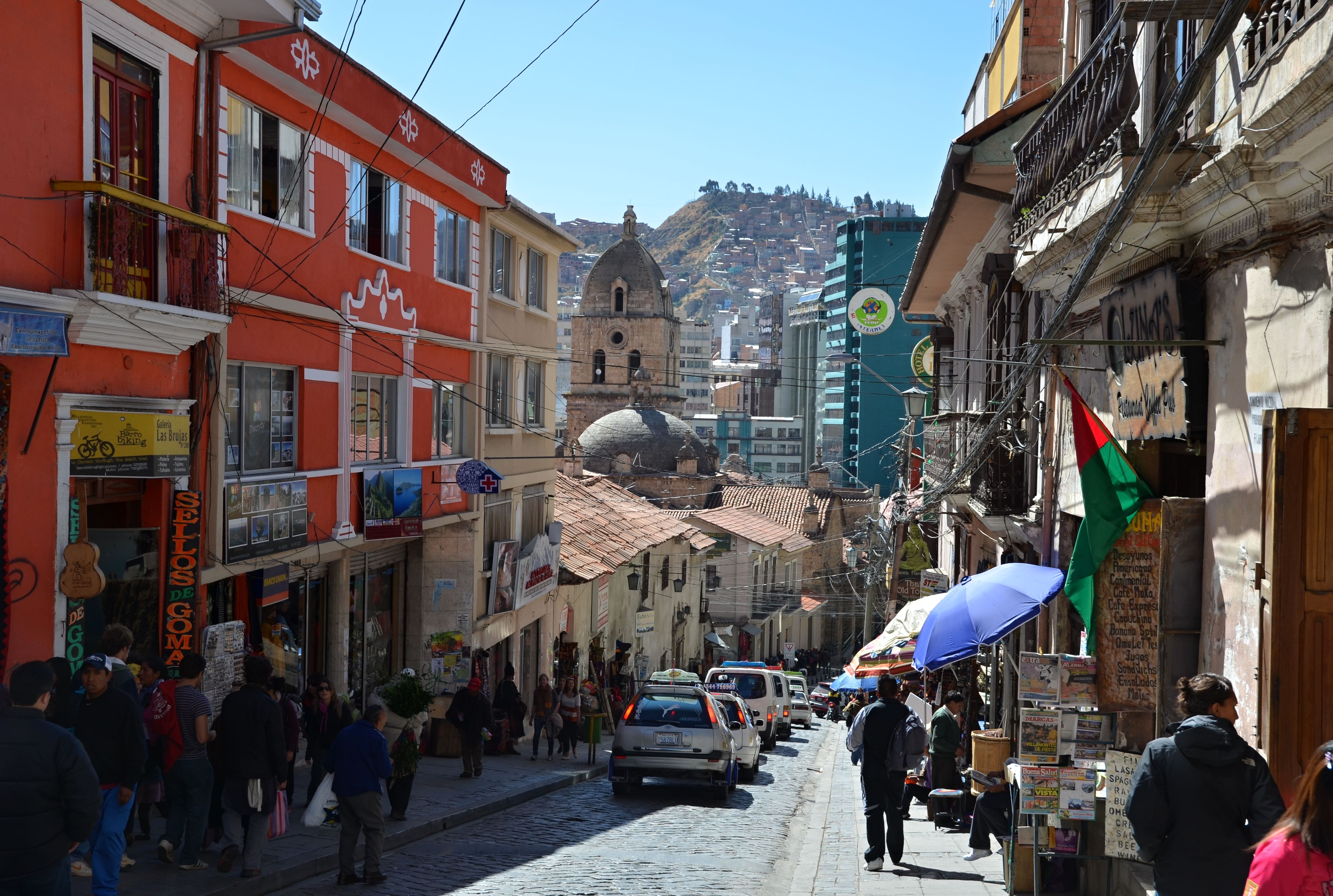
Calle Linares.

En sus inmediaciones podemos hallar un amplio número de edificaciones que son parte del patrimonio cultural boliviano, muchas de ellas declaradas Monumentos nacionales como Basílica de San Francisco, el Centro Cultural Museo San Francisco, el Edificio Galería República, el Edificio Ferretería Kautsch , y las edificaciones que se desarrollan desde la Avenida Mariscal Santa Cruz hasta la avenida Illampu.

## Remodelaciones
Al ser una vía de gran afluencia peatonal y vehicular se realizan labores de mantenimiento constante: la última de ellas, llevada a cabo en 2011, permitió la ampliación de las áreas destinadas a los peatones
En 2013 se realizó la remodelación que le ha dado su apariencia actual, caracterizada por los pisos de adoquines combinados con concreto y la instalación de un canal central que permite la evacuación adecuada de las aguas, garantizando la seguridad de los peatones en el sector durante las lluvias.